# Comuna Znameanka, Prîlukî
Znameanka (în ucraineană Знам'янка) este o comună în raionul Prîlukî, regiunea Cernihiv, Ucraina, formată din satele Zarudka și Znameanka (reședința).

## Demografie
Componența lingvistică a comunei Znameanka
     Ucraineană (96,03%)
     Rusă (3,97%)
Conform recensământului din 2001, majoritatea populației comunei Znameanka era vorbitoare de ucraineană (96,03%), existând în minoritate și vorbitori de rusă (3,97%).